# Le Cygne
Le Cygne ("Svanen") eller Maison du Cygne ("Svanens hus"), nl: De Zwaan, är en byggnad vid Grand-Place. Byggnaden uppfördes 1698 och var från 1720 huvudkontor för stadens slaktarskrå. Karl Marx kom att tillbringa mycket tid här under den senare halvan av 1840-talet. Senare har Belgiska arbetarpartiet och Belgiens socialistparti haft lokalen som huvudkontor. Idag är den en exklusiv restaurang.